# Ctenoplusia leucostigma
Ctenoplusia leucostigma là một loài bướm đêm trong họ Noctuidae.